# يوحنا الثاني والعشرون
البابا يوحنا الثاني والعشرون (باللاتينية: Ioannes XXII) ـ (ولد باسم جاك ديوز (بالفرنسية: Jacques Duèze أو Jacques d'Euse) سنة 1244 ـ 4 ديسمبر 1334) هو بابا الكنيسة الكاثوليكية في الفترة من 7 أغسطس 1316 وحتى وفاته سنة 1334، وهو البابا الثاني في سلسلة بابوات أفينيون. انتخبه مجمع عقده الأمير فيليب كونت بواتييه (الملك فيليب الخامس فيما بعد) ـ شقيق الملك لويس العاشر ـ في مدينة ليون.
حذا حذو سلفه كليمنت الخامس في تركيز السلطة والأموال في يد البابوية وعاش حياة كالملوك في أفينيون. ناهض سياسات لويس الرابع البافاري ـ بعد تبوئه عرش الإمبراطور الروماني المقدس ـ مما دفع لويس الرابع إلى غزو إيطاليا وتنصيب بابا من قِبله هو نيكولاس الخامس. قام بتطويب القديس توما الأكويني.

## روابط خارجية
- يوحنا الثاني والعشرون على موقع الموسوعة البريطانية (الإنجليزية)
- يوحنا الثاني والعشرون على موقع إن إن دي بي (الإنجليزية)
- يوحنا الثاني والعشرون على موقع ديسكوغز (الإنجليزية)